# Christiane Peschek
Christiane Peschek (née le 10 avril 1984 à Salzbourg) est une peintre autrichienne.

## Biographie
Christiane Peschek grandit à Salzbourg et étudie à l'université des arts appliqués de Vienne et à l'académie des beaux-arts de Vienne. Elle est la fondatrice et la directrice artistique de la 280A Artist Association avec un accent sur la pratique post-photographique. Avec sa partenaire, l'artiste et musicienne Ernst Lima, elle travaille sous le pseudonyme Eos Kvin lors d'interventions musicales pour représenter les femmes dans la musique pop et rap.
Le travail artistique de Christiane Peschek oscille entre l'aliénation émotionnelle et la production d'images non sexistes dans un espace virtuel élargi. Elle crée des installations et des dialogues caractérisés par l'épuisement virtuel, l'intimité et l'idéalisation du corps. Interfaces de la post-photographie, du post-internet, du texte et de la peinture, ses œuvres sont des hybrides de processus analogiques et de transformations numériques, virtuelles. Dans ses portraits en partie grand format, qui montrent toujours des autoportraits de l'artiste, elle évoque un « regard internet », une vision de soi qui peut être interprétée comme une continuation de l'image sociale féminine.
Dans l'exposition STORMY WEATHER au Kunstraum Niederösterreich et au Centre culturel suisse de Paris, elle montre une installation sur le changement de sens des clouds à l'ère post-Internet. En interaction avec des technologies proches du corps comme les smartphones et les iPad, elle explore la relation entre le corps et l'écran à l'aide de la surface des écrans tactiles. Des éléments de post-humanisme, de féminisme et du spiritisme développés par Internet sont présents dans de nombreuses œuvres de l'artiste. En plus des médias numériques, elle travaille également avec les odeurs corporelles et les parfums, qu'elle introduit dans l'espace d'exposition, depuis 2015.
En 2019, elle reçoit une bourse d'État pour la photographie artistique de la Chancellerie fédérale autrichienne.